# Albertus Lourens van Spengler
Albertus Lourens van Spengler (Bemmel, huize Bemmel, 21 februari 1885 - Haarlem, 14 november 1957) was een Nederlands burgemeester.

## Leven en werk
Van Spengler was een zoon van rijksontvanger jhr. Albertus Lourens van Spengler (1831-1896) en Anna Elisabeth Theodora Roselje (1847-1898). Hij trouwde met Heilwig Charlotte Ida Luden (1896-1985), van wie hij scheidde, en later met Elisabeth Kardoes (1883-1968); uit beide huwelijken had hij een dochter, van wie de jongste trouwde met prof. dr. Edmund Adolf van Troostenburg (1928-2007). Hij was een broer van Willem Frederik van Spengler, burgemeester van Baflo.
Van Spengler werd in 1917 burgemeester van Zuid-Scharwoude en in 1922 daarnaast van Noord-Scharwoude. Per 1 augustus 1941 werden Noord- en Zuid-Scharwoude met Oudkarspel en Broek op Langedijk samengevoegd tot de nieuwe gemeente Langedijk en ging Van Spengler met pensioen.